# Нильсен, Владимир Владимирович
Владимир Владимирович Нильсен (5 октября 1910, Санкт-Петербург — 7 октября 1998, там же) — российский пианист и органист, педагог, профессор Санкт-Петербургской консерватории.

## Биография
С 19 лет был солистом Петербургской филармонии. Начал учиться в Петроградской консерватории во времена, когда её ректором был А. К. Глазунов. В архиве сохранились похвальные отзывы композитора об экзаменационных выступлениях Нильсена. В 1924—1927 годах учился там по классу фортепиано, затем в 1927—1931 годах по классу органа. Его преподавателями были музыканты Николай Рихтер (фортепиано) и Исайя Браудо (орган).
В 1934 году занимался в аспирантуре под руководством Н. И. Голубовской (фортепиано). С 1934 года — преподаватель, затем, с 1951 года, профессор Ленинградской консерватории, работу в которой с 1954 года по 1963 год совмещал с преподавательской деятельностью в Киевской консерватории. Среди его учеников, например, известный новгородский пианист и органист Ришард Сварцевич.
Гастролировал в Польше, Германии, Чехословакии, Франции, США. Воспитал более 200 учеников, среди которых: С. Слонимский, В. Вишневский, К. Корд, С. Скрынченко, И. Комаров, Я. Гельфанд, Э. Базанов, Е. Шишко, Р. Сварцевич, Мигель Анхель Шебба и другие.
Записал грампластинку из сочинений Моцарта и Шуберта (1970-е).

## Награды
Вторая премия на I Всесоюзном конкурсе пианистов (декабрь 1937 — январь 1938).